# 1000-km-Rennen von Monza 1968

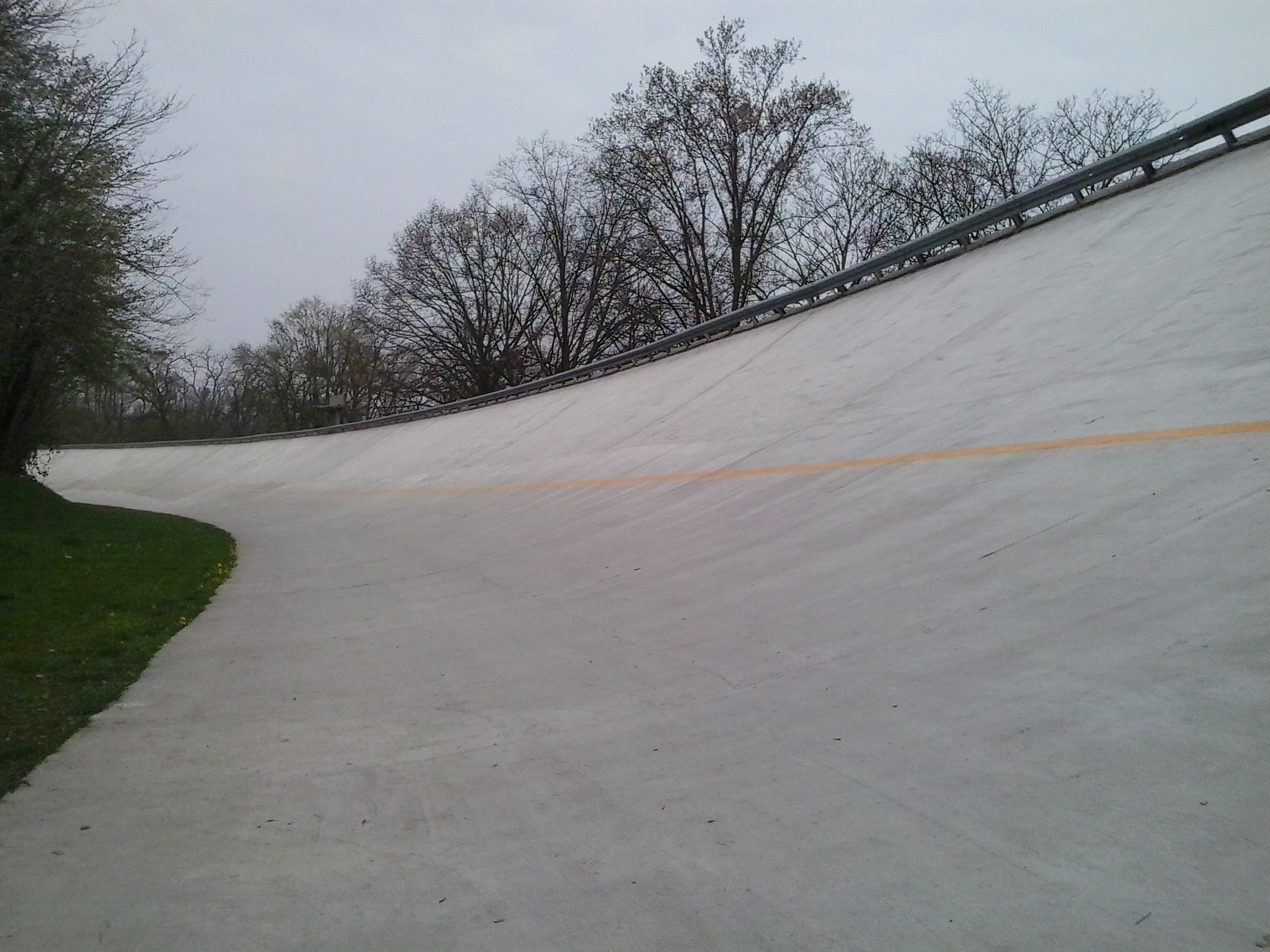
Eine der Steilkurven der Rennstrecke von Monza

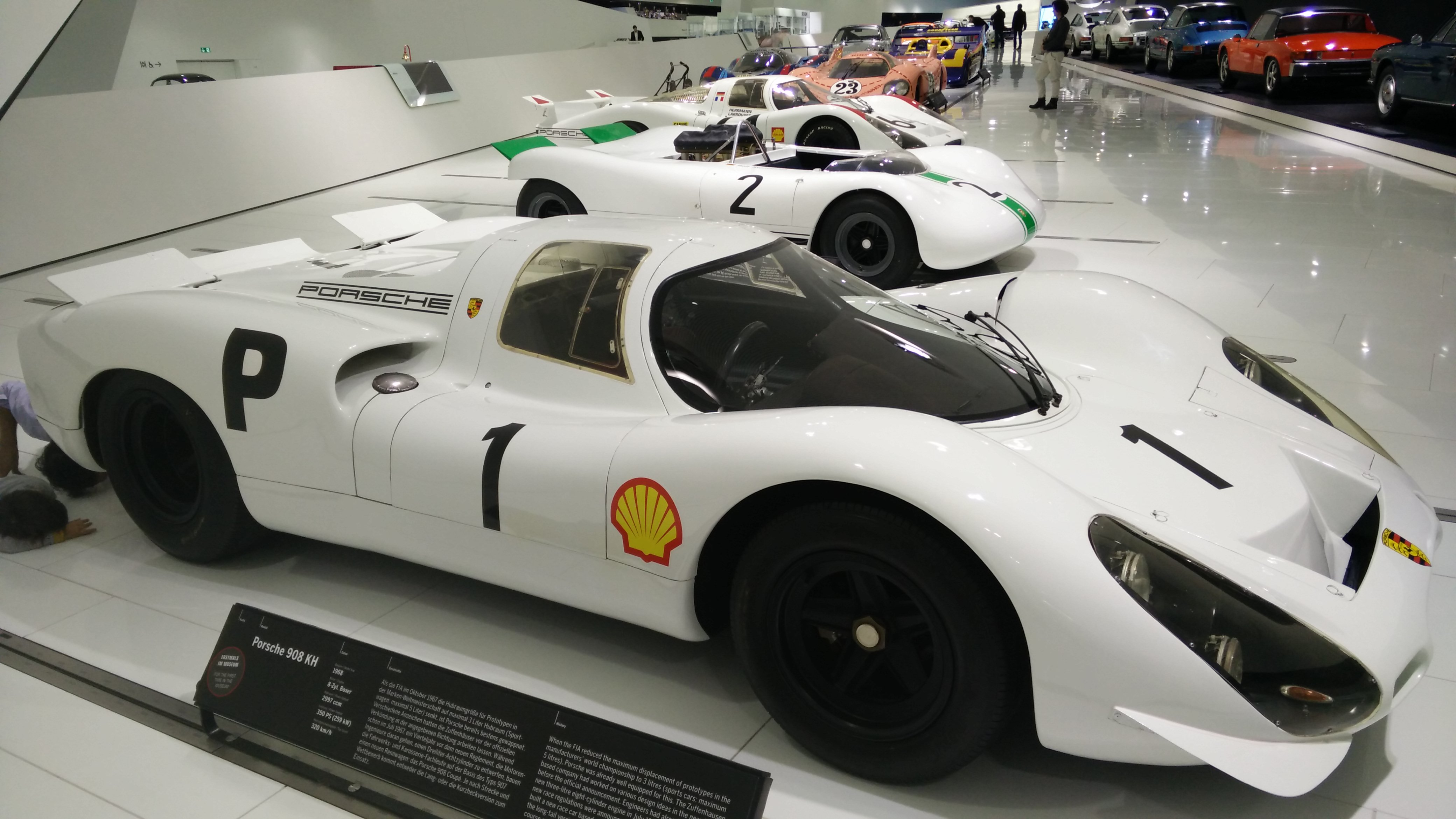
Der Porsche 908 gab in Monza sein Renndebüt

Das siebte 1000-km-Rennen von Monza, auch 1000 km di Monza, Autodromo Nazionale di Monza, fand am 25. April 1968 auf dem Autodromo Nazionale Monza statt und war der vierte Wertungslauf der Sportwagen-Weltmeisterschaft dieses Jahres.

## Das Rennen
Zum Leidwesen der Zuschauer musste die Rennveranstaltung in Monza 1968 ohne italienisches Werksteam auskommen. Nach einer Reglementänderung hatte die Scuderia Ferrari kein adäquates Einsatzfahrzeug und verzichtet auf eine Teilnahme an der Weltmeisterschaft. Alfa Romeo hatte über die Werksmannschaft Autodelta drei Alfa Romeo T33/2 gemeldet, die aber nicht zu Training und Rennen erschienen.
Gefahren wurde auf der 10,100 km langen Strecke inklusive der Steilkurven. Trainingsschnellster war Jacky Ickx im John Wyer-Ford GT40, der für seine Bestzeit 2:57,000 Minuten benötige. Das entsprach einem Schnitt von 205,424 km/h. Im Rennen gab es lange ein Duell zwischen dem Ford von Ickx und Brian Redman und dem Porsche 908 Langheck von Jo Siffert und Hans Herrmann. Der 908 gab in Monza sein Renndebüt und die beiden Fahrer mussten im Verlauf der 1000 Kilometer wegen technischer Probleme mehrmals ungeplant die Boxen ansteuern und kamen mit einem Rückstand von 27 Runden auf die Sieger nur als 19. der Gesamtwertung ins Ziel. Ickx und Redman kamen überhaupt nicht ins, da nach einem Dreher der Auspuff traf und das Team aufgeben musste. Der Sieg ging dennoch an das Wyer-Team. Paul Hawkins und David Hobbs siegten mit einem Vorsprung von fast zwei Minuten auf den Porsche LH 2.2 von Rolf Stommelen und Jochen Neerpasch.

## Ergebnisse

### Schlussklassement
| 1                  | S 5.0    | 40 | J. W. Automotive Engineering           | Paul Hawkins David Hobbs                    | Ford GT40            | 100 |
| 2                  | P 3.0    | 3  | Porsche System Engineering             | Rolf Stommelen Jochen Neerpasch             | Porsche 907 LH 2.2   | 100 |
| 3                  | P 3.0    | 1  | Societé Automobiles Alpine             | Patrick Depailler André de Cortanze         | Alpine A211          | 97  |
| 4                  | P 2.0    | 19 | Gerhard Koch                           | Gerhard Koch Rudi Lins                      | Porsche 910          | 95  |
| 5                  | P 2.0    | 14 | Piccionaia                             | Antonio Nicodemi Carlo Facetti              | Porsche 910          | 94  |
| 6                  | P 2.0    | 9  | Wicky Racing Team                      | André Wicky Jean-Pierre Hanrioud            | Porsche 910          | 92  |
| 7                  | S 5.0    | 49 | Claude Dubois                          | Willy Mairesse Jean Blaton                  | Ford GT40            | 89  |
| 8                  | GT 2.0   | 68 | IGFA                                   | Dieter Glemser Helmut Kelleners             | Porsche 911T         | 89  |
| 9                  | P 2.0    | 16 | William Bradley Racing Team            | Vic Elford William Bradley                  | Porsche 910          | 88  |
| 10                 | GT 2.0   | 64 | Porsche System Engineering             | Jean-Claude Killy Jean Guichet              | Porsche 911T         | 88  |
| 11                 | P 3.0    | 5  | Porsche System Engineering             | Ludovico Scarfiotti Gerhard Mitter          | Porsche 908 LH       | 84  |
| 12                 | GT 2.0   | 67 | Scuderia Filipinetti                   | Jacques Rey Sylvain Garant                  | Porsche 911S         | 83  |
| 13                 | GT 2.0   | 72 | Wicky Racing Team                      | Willy Meier Claude Haldi                    | Porsche 911T         | 82  |
| 14                 | S 1.0    | 60 | Piero Botalla                          | Gianfranco Palazzoli Piero Botalla          | Fiat-Abarth 1000S    | 82  |
| 15                 | S 1.0    | 59 | Marsilio Pasotti                       | Luciano Pasotto Umberto Grano               | Fiat-Abarth 1000S    | 79  |
| 16                 | S 2.0    | 52 | IGFA                                   | Karl von Wendt Willi Kauhsen                | Porsche 906          | 79  |
| 17                 | GT 2.0   | 66 | Roger Enever                           | Roger Enever Clive Baker                    | MGB                  | 78  |
| 18                 | GT 2.0   | 69 | Roberto Terigi                         | Roberto Terigi Giovanni Cecchini            | Fiat Dino            | 75  |
| 19                 | P 3.0    | 4  | Porsche System Engineering             | Jo Siffert Hans Herrmann                    | Porsche 908 LH       | 73  |
| 20                 | S 5.0    | 41 | Paul Vestey                            | Paul Vestey Paul Ridgway                    | Ferrari 250LM        | 72  |
| 21                 | S 2.0    | 55 | Scuderia Brescia Corse                 | Everardo Ostini Gaetano Starrabba           | Porsche 906          | 70  |
| Nicht klassiert    |          |    |                                        |                                             |                      |     |
| 22                 | P 3.0    | 2  | Societé Automobiles Alpine             | Mauro Bianchi Henri Grandsire               | Alpine A220          | 40  |
| Ausgefallen        |          |    |                                        |                                             |                      |     |
| 23                 | GT 2.0   | 36 | Sepp Greger                            | Sepp Greger Malte Huth                      | Porsche 911T         | 67  |
| 24                 | S 5.0    | 39 | J. W. Automotive Engineering           | Jacky Ickx Brian Redman                     | Ford GT40            | 58  |
| 25                 | GT 2.0   | 73 | Ferfried von Hohenzollern              | Ferfried von Hohenzollern Reinhardt Stenzel | Porsche 911T         | 58  |
| 26                 | S 5.0    | 50 | Edward Nelson                          | Edward Nelson Jackie Epstein                | Ford GT40            | 48  |
| 27                 | GT 2.0   | 65 | Ennio Bonomelli                        | Ennio Bonomelli Antonio Zadra               | Porsche 911T         | 47  |
| 28                 | GT + 2.0 | 62 | Caposcarico                            | Pierre Sudan Cox Kocher                     | Ferrari 275 GTB/2    | 42  |
| 29                 | P 2.0    | 15 | Ben Pon                                | Ben Pon Gijs van Lennep                     | Porsche 910          | 40  |
| 30                 | S 5.0    | 42 | Strathaven Ltd.                        | David Piper Mike Salmon                     | Ford GT40            | 35  |
| 31                 | S 5.0    | 48 | Terry Drury                            | Terry Drury Terry Sanger                    | Ford GT40            | 24  |
| 32                 | P 2.0    | 26 | Racing Team VDS                        | Gustave Gosselin Serge Trosch               | Alfa Romeo T33/2     | 14  |
| 33                 | GT + 2.0 | 61 | Scuderia St. Ambroeus                  | Gianni Sartori Mario Saruggia               | Iso Rivolta          | 12  |
| 34                 | S 5.0    | 38 | John Raeburn                           | John Raeburn Tim Schenken                   | Ford GT40            | 7   |
| 35                 | P 3.0    | 27 | Racing Team VDS                        | Teddy Pilette Giampiero Biscaldi            | Alfa Romeo T33/2     | 5   |
| Nicht gestartet    |          |    |                                        |                                             |                      |     |
| 36                 | P 3.0    | 7  | Antonio Finiguerra                     | Antonio Finiguerra Giorgio Pianta           | Ferrari 275P2        | 1   |
| 37                 | P 2.0    | 20 | Squadra Tartaruga Hart Ski Racing Team | Dieter Spoerry Rico Steinemann              | Porsche 907          | 2   |
| 38                 | GT 2.0   | 70 | Piero Botalla                          | Piero Botalla Gianfranco Palazzoli          | Fiat Dino            | 3   |
| Nicht qualifiziert |          |    |                                        |                                             |                      |     |
| 39                 | P 2.0    | 21 | Squadra Corse                          | Claudio Maglioli Luigi Taramazzo            | Lancia Fulvia Zagato | 4   |
| 40                 | P 2.0    | 28 | JCB Excavators                         | Peter Brown Tony Fall                       | MGB                  | 5   |
| 41                 | P 1.0    | 34 | Gianfranco Padoan                      | Gianfranco Padoan Alessandro Moncini        | Mini-Mach            | 6   |
| 42                 | P 1.0    | 37 | Valvoline Switzerland                  | Joe Kretschi Alex Aebersold                 | Ginetta G12          | 7   |
| 43                 | GT 1.6   | 74 | Ansano Cecchini                        | Ansano Cecchini Nanni Galli                 | Alfa Romeo Duetto    | 8   |
| 44                 | GT 1.6   | 76 | Cinque Assi                            | Francesco Acqua Maurizio Zanetti            | Fiat 124 Sport       | 9   |
| 45                 | GT 1.6   | 77 | Pegaso                                 | Raffaele Restivo Francesco Jemma            | Alfa Romeo Duetto    | 10  |
| 46                 | GT 1.6   | 78 | Giancarlo Galimberti                   | Giancarlo Galimberti Domenico Cedrat        | Alfa Romeo Duetto    | 11  |

1 Wagenbrand im Training
2 Unfall im Training
3 nicht gestartet
4 nicht qualifiziert
5 nicht qualifiziert
6 nicht qualifiziert
7 nicht qualifiziert
8 nicht qualifiziert
9 nicht qualifiziert
10 nicht qualifiziert
11 nicht qualifiziert

### Nur in der Meldeliste
Hier finden sich Teams, Fahrer und Fahrzeuge, die ursprünglich für das Rennen gemeldet waren, aber aus den unterschiedlichsten Gründen daran nicht teilnahmen.
| Pos. | Klasse | Nr. | Team                    | Fahrer                                 | Chassis                  |
| ---- | ------ | --- | ----------------------- | -------------------------------------- | ------------------------ |
| 47   | P 3.0  | 6   | Howmet Corporation      | Ray Heppenstall Dick Thompson          | Howmet TX Continental    |
| 48   | P 3.0  | 8   | John Woolfe             | John Woolfe Derek Bennett              | Chevron B12              |
| 49   | P 2.0  | 10  | Charles Vögele          | Charles Vögele Silvio Moser            | Porsche 910              |
| 50   | P 2.0  | 11  | Scuderia Lufthansa      | Hans-Dieter Dechent Robert Huhn        | Porsche 910              |
| 51   | P 2.0  | 12  | Alberto Luti            | Alberto Luti Carlo Benelli             | Porsche 910              |
| 52   | P 2.0  | 18  | Valvoline Switzerland   | Karl Foitek Rudi Lins                  | Porsche 910              |
| 53   | P 2.0  | 22  | Valvoline Switzerland   | John Markey Tony Beeson                | Lotus 23B                |
| 54   | P 2.0  | 23  | Autodelta               | Udo Schütz Giancarlo Baghetti          | Alfa Romeo T33/2         |
| 55   | P 2.0  | 24  | Autodelta               | Nanni Galli Mario Casoni               | Alfa Romeo T33/2         |
| 56   | P 2.0  | 25  | Autodelta               | Mario Andretti Lucien Bianchi          | Alfa Romeo T33/2         |
| 57   | P 2.0  | 29  | Peter Taggart           | Peter Taggart                          | Chevron B8               |
| 58   | P 2.0  | 30  | Roy Johnson             | Roy Johnson Howden Ganley              | Chevron B4               |
| 59   | P 2.0  | 31  | Chevron Cars            | Digby Martland Brian Classic           | Chevron B8               |
| 60   | P 2.0  | 32  | Mark Konig              | Mark Konig Tony Lanfranchi             | Nomad Mk.1               |
| 61   | P 2.0  | 33  | Nikolaus Killenberg     | Nikolaus Killenberg Friedhelm Ruhse    | Chevron B8               |
| 62   | P 1.0  | 35  | Roger Nathan            | Roger Nathan Frank Ruata               | Costin-Nathan Hillman GT |
| 63   | P 1.0  | 36  | Coburn                  | Jack Wheeler Martin Davidson           | Austin-Healey Sprite     |
| 64   | S 5.0  | 43  | Jean-Michel Giorgi      | Jean-Michel Giorgi                     | Lola T70 Mk.3 GT         |
| 65   | S 5.0  | 44  | Franz Albert            | Franz Albert Arthur Blank              | Ford GT40                |
| 66   | S 5.0  | 45  | Sportscars Unlimited    | Ulf Norinder Sten Axelsson             | Lola T70 Mk.3 GT         |
| 67   | S 5.0  | 46  | Mike De Udy             | Mike De Udy Hugh Dibley                | Lola T70 Mk.3 GT         |
| 68   | S 2.0  | 51  | Mike De Udy             | Robin Widdows Brian Hart               | Porsche 906              |
| 69   | S 2.0  | 53  | Guido Nicolai           | Guido Nicolai Piero Conte              | Porsche 906              |
| 70   | S 2.0  | 54  | Ulf Norinder            | Picko Troberg Boo Brasta               | Porsche 906              |
| 71   | S 2.0  | 56  | Jürg Dübler Racing Org. | Hans Tschiemer Jürg Dübler             | Porsche 906              |
| 72   | S 2.0  | 57  | Jeremy Delmar-Morgan    | Jeremy Delmar-Morgan Mike Walton       | Porsche 906              |
| 73   | S 1.6  | 58  | Sandro Bonomi           | Sandro Bonomi Marino Bonomi            | Alfa Romeo Giulia TZ     |
| 74   | GT 2.0 | 71  | Vitale Giroldi          | Vitale Giroldi Giampiero Moretti       | Porsche 911S             |
| 75   | GT 1.6 | 75  | Vitale Giroldi          | Giuseppe de Gregorio Alfonso Merendino | Alfa Romeo Duetto        |

### Klassensieger
| Klasse   | Fahrer                  | Fahrer           | Fahrzeug           | Platzierung im Gesamtklassement |
| -------- | ----------------------- | ---------------- | ------------------ | ------------------------------- |
| P 3.0    | Rolf Stommelen          | Jochen Neerpasch | Porsche 907 LH 2.2 | Rang 2                          |
| P 2.0    | Gerhard Koch            | Rudi Lins        | Porsche 910        | Rang 4                          |
| P 1.0    | kein Teilnehmer im Ziel |                  |                    |                                 |
| S 5.0    | Paul Hawkins            | David Hobbs      | Ford GT40          | Gesamtsieg                      |
| S 2.0    | Karl von Wendt          | Willi Kauhsen    | Porsche 906        | Rang 16                         |
| S 1.0    | Gianfranco Palazzoli    | Piero Botalla    | Fiat-Abarth 1000S  | Rang 14                         |
| GT + 2.0 | kein Teilnehmer im Ziel |                  |                    |                                 |
| GT 2.0   | Dieter Glemser          | Helmut Kelleners | Porsche 911T       | Rang 8                          |
| GT 1.6   | kein Teilnehmer im Ziel |                  |                    |                                 |

### Renndaten
- Gemeldet: 75
- Gestartet: 35
- Gewertet: 21
- Rennklassen: 9
- Zuschauer: unbekannt
- Wetter am Renntag: warm und trocken
- Streckenlänge: 10,100 km
- Fahrzeit des Siegerteams: 5:18:23,400 Stunden
- Gesamtrunden des Siegerteams: 100
- Gesamtdistanz des Siegerteams: 1010,000 km
- Siegerschnitt: 190,333 km/h
- Pole Position: Jacky Ickx – Ford GT40 (#35) – 2:57,000 = 295,424 km/h
- Schnellste Rennrunde: Jacky Ickx – Ford GT40 (#35) – 2:56,600 = 205,889 km/h
- Rennserie: 4. Lauf zur Sportwagen-Weltmeisterschaft 1968